# Sliman Kchouk
Sliman Kchouk (Bizerta, 7 de maio de 1994) é um futebolista profissional tunisiano que atua como defensor.

## Carreira
Sliman Kchouk representou o elenco da Seleção Tunisiana de Futebol no Campeonato Africano das Nações de 2017.